# كيمياء فيزيائية حيوية

الكيمياء الفيزيائية الحيوية هي فرع جديد نسبيًا من الكيمياء يغطي طيفًا واسعًا من الأنشطة البحثية التي تشمل الأنظمة البيولوجية. والسمة الأكثر شيوعًا للبحث في هذا الموضوع هو البحث عن تفسير للظواهر المختلفة في الأنظمة البيولوجية فيما يخص الجزيئات التي تشكل النظام أو التركيب فوق الجزيئي لهذه الأنظمة.

ويوظف الكيميائيون أساليبًا متنوعة تستخدم في الكيمياء الفيزيائية لفحص تركيب الأنظمة البيولوجية. وهذه الأساليب تشمل الطرق الطيفية مثل الرنين المغناطيسي النووي (NMR) وانحراف أشعة إكس. فعلى سبيل المثال، العمل الذي منح جائزة نوبل عام 2009 لثلاثة من الكيميائيين كان يعتمد على دراسات في انحرافات أشعة أكس في الريبوسومات. وتشمل بعض المجالات التي تشارك فيها الكيمياء الفيزيائية الحيوية تكوين البروتين والتركيب الوظيفي لأغشية الخلية. ويمكن على سبيل المثال شرح عمل الإنزيم من ناحية شكله الذي يشبه الجيب في جزيء البروتين الذي يناسب شكل جزيء الركيزة أو تعديله بسبب ترابط الأيون الفلزي. وبنفس الطريقة فإن تركيب ووظيفة الأغشية الحيوية قد يفهم من خلال دراسة التركيبات فوق الجزيئية النموذجية مثل الجسيمات الشحمية أو الحويصلات الحويصلات ذات التركيبات والأحجام المختلفة.
المعهد الأكثر شهرة للكيمياء الحيوية هو معهد ماكس بلانك للكيمياء الحيوية في جوتينجن.